# Txkalovske
Txkalovske o Txkalóvskoie (en ucraïnès Чкаловське, en rus Чкаловское) és una vila de la província de Khàrkiv, Ucraïna. El 2021 tenia 3.730 habitants.